# Вандер сторіс

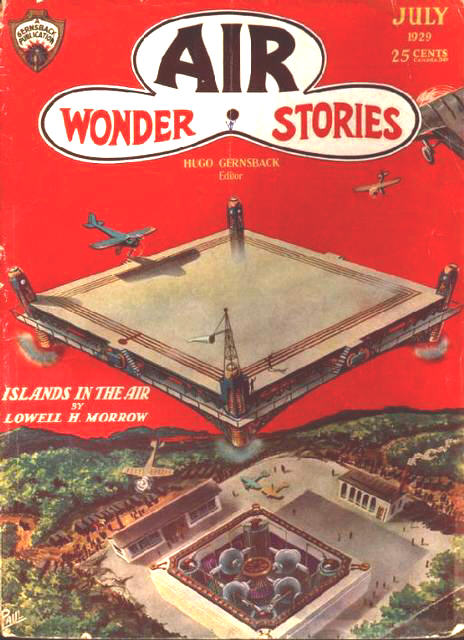
Перший випуск "Air wonder stories ", липень 1929. Автор обкладинки Френк Рудольф Пауль.

«Wonder Stories» (укр. Дивовижні оповіді) — американський науково-фантастичний журнал, створений Г'юго Гернсбеком у 1929 році, шляхом злиття двох журналів, які він раніше видавав «Air Wonder Stories» і «Science Wonder Stories».

## Створення та розквіт журналу

### Початок
Перший номер «Wonder Stories» вийшов в червні 1930 року. Видавцем його значилася видавнича компанія Гернсбека Stellar Publishing Corporation, а редактором — сам Гернсбек; однак реально всю редакторську роботу для журналу виконував його асистент Дейвід Лессер. Саме завдяки його зусиллям журнал виявився досить конкурентоспроможним поруч навіть з такими виданнями, як «Amazing Stories» і журналом «Аналог: наукова фантастика та факти» («Astounding Science Fiction»). Дейвід Лессер швидко прийшов до висновку, що твори, що видає  Гернсбек здебільше цікаві лише вкрай невимогливому читачеві. Для приваблення читача, поширення аудиторії та піднесення престижу журналу Лассер звернувся до постійних авторів з листом, в якому запропонував їм забути про «космічну оперу», оповідання про гігантських комах та про історії про перемоги героя над черговим космічним чудовиськом. Лассер писав::

«У науковій фантастиці слід дотримуватися реалістичного підходу в тому, що стосується реакції персонажів, індивідуальної та групової на відкриття та винаходи. Розвиток сюжету має бути раціональним, хоча і не повинен  обмежувати драматичну побудову, сюжет має залишатися переконливим, а персонажі повинні зберігати особистісні риси. Іншими словами: дозвольте собі в оповіданні одне фундаментальне припущення — що можливий якийсь винахід чи відкриття, — а потім покажіть, які логічні і подієві наслідки воно може мати для світу, а також те, чим це обернеться для персонажів, що беруть участь в сюжеті. Сучасний науково-фантастичний сюжет не обов'язково повинен бути всесвітньо-епічним. Скоріше він повинен поглиблено показувати якийсь конкретний етап розвитку майбутньої цивілізації.»

### Часи Лессера

«Wonder Stories», серпень 1930 року

У тогочасній фантастиці існували різноманітні негласні обмеження. Не коректним вважалося торкатися теми  релігії, досліджувати зміну статі у суспільстві майбутнього, ставити під сумнів соціальні заборони. Редактор Дейвід Лессер із свого боку всіляко заохочував спроби авторів порушити ці обмеження. 
Тоді ж вперше почала позширюватися тема героїки в освоєнні космосу , автори стали показувати не тільки перемоги людини у боротьбі з невідомим, але й важкі поразки.
Завдяки зусиллям Лессера з'являється новий стиль фантастичного твору, помітно підвищується художній рівень творів, що публікувалися в журналі, зросла  досконалість текстів, відбулося загальне «дорослішання» жанру.
Серед помітних авторів, що публікувалися в журналі в той період, були Кларк Ештон Сміт, Едмонд Гемілтон, Джек Вільямсон, Кліффорд Сімак, Джон Віндем (який тоді підписував свої твори ім'ям Джон Бейнон Харріс), П. Шуйлер Міллер, Лоуренс Меннінг, Леслі Ф. Стоун, Френк К. Келлі, Френсіс Флегг, Ед Ерл Ріпп, Дейвід Г. Келлер, Джон Тейн, Артур К. Барнс, Джон Вуд Кемпбелл.
У цей період щокварталу випускався також додаток до журналу «Wonder Stories Quarterly» (1930-1933).

## Подальший розвиток

### Редактор Геніг
Разом з тим як Велика депресія охоплювала все нові галузі економіки США,  росли й труднощі видавничої компанії Гернсбека. Висока платня, яку отримував Лассер, стала для Гернсбека обтяжливою. Крім того, Лассер став помітною постаттю у громадському русі на захист безробітних, зокрема він став ініціатором створення територіальних спілок безробітних, що зрештою і стало приводом для його звільнення з посади асистента редактора журналу в липні 1933 року. В цей же час Гернсбек ліквідує свє видавництво Stellar Publishing і натомість засновує нове — Continental Publishing. В період реорганізації журнал пропускає липневий і вересневий номери, але з жовтня щомісячний графік виходу номерів відновлюється. На посаду редактора-асистента Гернсбек запрошує за дуже скромну зарплату молодого любителя фантастики Чарлза Д. Геніга, який не мав ніякого досвіду, проте добре знав фантастику і фендом. Спільнота американських любителів фантастики поступово самоорганізувалася, і Гернсбек вирішив, що вона може бути стійкою читацькою базою для журналу. У лютневому номері «Wonder Stories» 1934 року публікується оголошення про створення Ліги наукової фантастики, яка стала першою справді загальнонаціональною фен-асоціацією. Почалася регулярна публікація в журналі матеріалів, присвячених життю фендому, яка посилила зв'язок журналу із «організованими» любителями фантастики, але число їх було не таким великим, як сподівався Гернсбек.

### Занепад
З жовтня  1933 журналом «Astounding» почав керувати досвідчений редактор Ф. Орлін Тримейн , що помітно посилило позицію журналу. З свого боку Геніг зробив зустрічний крок - спробував вдосконалити редакційну політику «Wonder Stories». Він оголосив, що буде приймати для публікації тільки абсолютно оригінальні твори з принципово новими ідеями і сюжетами. Це обернулося різким зниженням рівня публікованих творів: по-перше, в «Astounding» авторам більше і швидше платили і найзначніші твори пропонувалися в першу чергу туди; по-друге, з Генигом зіграла злий жарт його фенська ерудиція — він знав фантастику дуже добре, а тому регулярно відкидав твори, сюжети і ідею яких вважали б оригінальними 90 % читачів «Wonder Stories». Серед помітних авторів, залучених Генигом, можна згадати лише Еендо Біндера і Стенлі Вайнбаума— новела останнього «Марсіанська одіссея» («A Martian Odyssey»), опублікована в липневому номері 1934 року, стала безумовною класикою жанру. Авторський актив журналу поповнили в цей період також Стентон Кобленц і австралієць Алан Коннелл.
Падіння популярності журналу та фінансові труднощі призвели до того, що Гернсбек вирішив переключитися, на його погляд, надійніші проекти, розраховані на більш широку аудиторію. В кінці 1935 року «Wonder Stories» починає виходити з періодичністю один номер у два місяці, а випуск за березень-квітень 1936 року стає останнім - Гернсбек продає журнал компанії Standard Magazines, яка в серпні того ж року, цілком переорієнтувавши журнал на молодіжну аудиторію, відновлює його випуск під новою назвою «Thrilling Wonder Stories».

## Автори, що публікувалися в журналі
- Александр М. Филлипс [en] (1907 - 1991)
- Артур Лео Загат[en] (1895 - 1948)
- Артур К. Барнс [en] (1911 – 1969)
- Кліффорд Сімак
- Дейвід Г. Келлер [en]
- Едмонд Гемілтон
- Едвард Е. Сміт
- Ерік Темпл Белл[en]
- Edward E. Chappelow
- Ед Ерл Репп[en] (1901 - 1979)
- George Paul Bauer
- Harry D. Parker
- Герман Поточник
- Г'юго Гернсбек
- Г. Ворнер Манн(1903 - 1981)
- Айзек Азімов
- Джон Віндем як John Beynon Harris
- Джек Вільямсон
- Джек Венс
- Джеррі Сігел
- Джуліен Мей
- Лоуренс Меннін[en](1899 – 1972)
- Ллойд Артур Ешбах (1910 - 2003)
- Менлі Вейд Веллман(1903 – 1986)
- Малькольм Джеймсон[en](1891 – 1945)
- Морт Вайсингер[en]
- Нат Шахнер[en](1895 - 1955)
- Нельсон С. Бонд(1908 - 2006)
- Нейл Р. Джонс[en] (1909 - 1988)
- Отто Біндер[en] & Earl Binder
- Отто Віллі Ґайль[en]
- Oliver E. Saari
- Philip Barshofsky
- Philip Jacques Bartel
- Рей Каммінгс[en](1887 - 1957)
- Рей Бредбері
- Роберт Гайнлайн
- Реймонд Ф. Джонс (1911 - 1994)
- Реймонд  Ґеллун[en] (1911 - 1994)
- Самуїл Мінес (1909 - 1986)
- Стенлі Г.  Вайнбаум
- Wesley Arnold
- Віллі Лей[en] (1906 - 1969)
- Frank K. Kelly

## Ілюстратори
- Алекс Шомбург
- Френк Р. Пауль(1884 - 1963)
- Рудольф Беларскі (1911 - 2006)
- Emsh
- Джек Коггінс[en]